# Habenaria amambayensis
Habenaria amambayensis är en orkidéart som beskrevs av Rudolf Schlechter. Habenaria amambayensis ingår i släktet Habenaria och familjen orkidéer. Inga underarter finns listade i Catalogue of Life.